# K.O. - Bleed for This
Pour les articles homonymes, voir KO.
Pour plus de détails, voir Fiche technique et Distribution.
K.O. - Bleed for This (Bleed for This) est un film américain écrit et réalisé par Ben Younger et sorti en 2016. Il s'agit d'un film biographique sur le boxeur Vinny Pazienza.

## Synopsis
À la fin des années 1980, le boxeur Vinny Pazienza est au sommet de son art. Adulé, il enchaine les victoires à chaque combat. Un terrible accident de voiture va cependant remettre en cause toute sa carrière. Vinny est très grièvement blessé et se retrouve partiellement paralysé. Les médecins lui annoncent qu'il pourra un jour remarcher, mais qu'il ne devra plus jamais boxer. Vinny ne peut accepter ce diagnostic et va alors se tourner vers l'entraineur Kevin Rooney, pour recommencer à combattre. Contre l'avis de tous, Vinny va tout faire pour remonter sur le ring.

## Fiche technique
Sauf indication contraire, les informations mentionnées dans cette section peuvent être confirmées par la base de données cinématographiques IMDb,  présente dans la section « Liens externes ».
- Titre original : Bleed for This
- Titre français : K.O. - Bleed for This
- Réalisation : Ben Younger
- Scénario : Ben Younger[1], d'après une histoire de Pippa Bianco, Angelo Pizzo et Ben Younger
- Musique : Julia Holter
- Direction artistique : Kay Lee
- Décors : Kim Leoleis
- Costumes : Melissa Vargas
- Photographie : Larkin Seiple
- Montage : Zachary Stuart-Pontier
- Production : Bruce Cohen, Noah Kraft, Pamela Thur, Emma Tillinger Koskoff et Chad A. Verdi[1],[2]

Producteurs délégués : Joshua Sason, Martin Scorsese, Michelle Verdi et Lisa Wilson
- Sociétés de production : Magna Entertainment, Verdi Productions, Bruce Cohen Productions, Sikelia Productions et Younger Than You
- Sociétés de distribution : Sony Pictures Releasing France (France), Open Road Films (États-Unis)
- Pays de production :  États-Unis
- Langue originale : anglais
- Format : couleur
- Budget : 6 millions de dollars
- Genre : biopic, sport
- Durée : 117 minutes
- Dates de sortie[3] : 
  - États-Unis : 2 septembre 2016 (festival du film de Telluride)
  - États-Unis : 18 novembre 2016
  - France : 11 octobre 2017 (directement en vidéo)

## Distribution
- Miles Teller (VF : Gauthier Battoue) : Vinny Pazienza
- Aaron Eckhart (VF : Constantin Pappas) : Kevin Rooney
- Katey Sagal : Louise Pazienza
- Ciarán Hinds (VF : Féodor Atkine) : Angelo Pazienza
- Ted Levine (VF : Jean-Yves Chatelais) : Lou Duva
- Jordan Gelber : Dan Duva
- Amanda Clayton (VF : Anne-Laure Gruet) : Doreen Pazienza
- Christine Evangelista : Ashley
- Liz Carey : Charity
- Daniel Sauli (VF : Fabrice Trojani) : Jon
- Peter Quillin : Roger Mayweather
- Jean Pierre Augustin (VF : Jean-Michel Vaubien) : Gilbert Delé
- Edwin Rodríguez : Roberto Durán
- Sully Erna : un croupier de blackjack au Caesars Palace
- Keith Jeffrey (VF : Loïc Guingand) : Manny
- Bruce-Robert Serafin (VF : Jean-Marc Charrier) : Barman

 Source et légende : version française (VF) sur RS Doublage

## Production
Le tournage débute le 10 novembre 2014 à Warwick dans le Rhode Island. En décembre 2014, des scènes sont tournées au Twin River Casino de Lincoln, puis au Dunkin' Donuts Center à Providence.